# IC 4709
IC 4709 ist eine Spiralgalaxie vom Hubble-Typ Sa im Sternbild Teleskop am Südsternhimmel. Sie ist schätzungsweise 223 Millionen Lichtjahre von der Milchstraße entfernt.
Das Objekt wurde am 14. September 1901 von DeLisle Stewart entdeckt.